# ام‌اس نوتیکا
ام‌اس نوتیکا (به انگلیسی: MS Nautica) یک کشتی است که طول آن ۱۸۱٫۰۰ متر (۵۹۳ فوت ۱۰ اینچ) می‌باشد. این کشتی در سال ۱۹۹۹ ساخته شد.